# Mortification
Mortification é uma banda australiana de death metal e thrash metal, formada em 1990 a partir da banda Lightforce por Steve Rowe (baixo e vocal), Cameron Hall (guitarra) e Jayson Sherlock. Tornaram-se uma das primeiras bandas de metal extremo cristã.

## Biografia

### O início
No final dos anos 1980, o baixista Steve Rowe tocava na banda de metal Lightforce, com sucesso em seu país. Por volta de 1990 a banda terminou, porém Steve permanecia com vontade de tocar heavy metal com uma mensagem cristã, e foi acompanhado pelo baterista Jayson Sherlock e pelo guitarrista Cameron Hall. Lançaram o trabalho demo em 1990 Break The Curse sob o nome da Lightforce, na qual Steve era vocalista. Com esse lançamento, a banda mudou musicalmente para o thrash metal, com uma influência do death metal também. Steve percebeu que a nova direção musical da banda exigia um novo nome, e então o grupo passou a se chamar Mortification. Break The Curse foi remixado e relançado em 1994 pela Nuclear Blast Records, com uma faixa bônus chamada "Butchered Mutilation".
Em 1991 lançaram o álbum Mortification. Michael Carlisle assumiu o posto de guitarrista com a saída de Cameron Hall, e os rumos musicais da banda mudaram mais uma vez. Muitas músicas da demo “Break The Curse” foram usadas no novo álbum, porém com uma pegada mais pesada. Steve também provou ser um excelente vocalista de death metal, mostrando um bom desempenho no álbum.
Em 1992, a banda assinou um contrato com a Nuclear Blast Records da Alemanha, que trabalhava com os maiores nomes do death metal. Então o Mortification lançou seu segundo álbum, Scrolls Of The Megilloth, que teve grande sucesso e é considerado um clássico no cenário do metal cristão. Uma coletânea de vídeos que continha oito trabalhos da banda também foi lançada.
A banda conquistou um novo terreno com seu lançamento de 1993 Post Momentary Afflictions. O mais notável foi o novo modo dos vocais de Steve, que funcionou muito bem. A banda também experimentou o metal industrial, que eles não tinham explorado antes. Jayson Sherlock teve sua última apresentação com a banda no Blackstump Festival '93, e a apresentação foi lançada em CD e VHS com o nome Live Planetarium. Jayson entrou para a banda Paramaecium, e o baterista passou a ser Phil Gibson.

### Mudanças no som e criação da Rowe Productions
A nova formação lançou um novo álbum em 1994, Blood World. A nova direção seguida foi a do groove/thrash ao invés do death metal, e Steve passou a usar mais os gritos do que os rosnados. Apesar da grande mudança, o álbum teve grande sucesso nos Estados Unidos, mas infelizmente Phil e Michael deixaram a banda, e Steve permaneceu por si só. 1994 também foi o nascimento da gravadora de Steve, a Rowe Productions.
Juntamente com muitos amigos, Steve gravou o álbum Primitive Rhythm Machine, que foi lançado em 1995, que mistura vários estilos usados anteriormente com uma percussão tribal. Nesse ano também foi lançado a coletânea Best Of 5 Years, que reunia músicas dos trabalhos feitos anteriormente. Duas músicas de cada álbum fizeram uma boa introdução a novos fãs e mostraram as inovações da banda. Esse foi o último lançamento do Mortification pela Intense Records.
Em 1996, Steve começou sua busca por um novo baterista e um novo guitarrista. O posto de baterista foi assumido pelo amigo de longa data Keith Bannister, que se tornou cristão durante a primeira turnê do Mortification em 1990. O novo guitarrista passou a ser Lincoln Bowen. Juntos, eles gravaram o álbum EnVision EvAngeline. Esse trabalho mesclava elementos do classic metal, thrash metal e um pouco de punk em algumas músicas. A primeira faixa é um épico de mais de dezoito minutos acerca da crucificação de Jesus Cristo do ponto de vista dos anjos.
Dois trabalhos ao vivo também foram lançados: Noah sat down and listened to the Mortification live ep while having a coffee e Live Without Fear. Ao contrário de Live Planetarium, esses álbuns foram gravados em pequenos locais, demonstrando o verdadeiro som da banda. O vídeo da banda EnVidion foi lançado, contendo diversos vídeoclipes e entrevistas. Nesse ano Steve também lançou o livro Minstrel.

### Tragédia na banda e recuperação
O próximo ano seria um período de grande tragédia para o Mortification. Steve teve leucemia, o que o deixaria fora de atividade por um ano e meio. Esteve próximo da morte várias vezes, mas conseguiu vencer a doença. Isso tudo aconteceu apesar de os médicos lhe darem apenas algumas horas de vida e de um transplante de medula aparentemente fracassado.
Logo após a recuperação de Steve, o Mortification  gravou e lançou Triumph of Mercy em 1998, que foi lançado pela Rowe Productions nos Estados Unidos e pela Nuclear Blast Alemanha na Europa. Esse álbum estava centrado no que Steve e a banda passaram nos dois anos anteriores. O estilo do álbum mistura o groove e o thrash.
1999 foi o ano do lançamento de Hammer of God, que assim como o trabalho anterior era uma mistura de groove e thrash. Os elementos de death haviam sido deixados pela banda, mas a mensagem permanecia a mesma. Letras com temor a Deus. Em 2000 o Mortification lançou outro álbum ao vivo, 10 Years: Live  Not Dead, que reunia canções dos últimos álbuns e a nova Dead Man Walking. Foi gravado no Blackstump Festival 1999 com um som de grande qualidade. Keith Bannister deixou a banda e em seu lugar entrou o adolescente Adam Zaffarese.

### Primeira turnê mundial
A nova formação lançou o álbum The Silver Cord Is Severed em 2000, e a banda seguiu para a sua primeira turnê mundial. A música permanecia thrash e groove. No final do mesmo ano Lincoln Bowen deixou a banda, que ficou rachada, deixando a impressão que acabaria.
Uma coletânea das canções da banda foi lançada em 2002 no álbum 1990-2000: Power, Pain and Passion. No entanto, as coisas mudaram quando os guitarristas Jeff Lewis e Mick Jelinic entraram na banda, e em 2002 eles lançaram Relentless. A banda seguiu para um rumo um pouco mais pesado com elementos do thrash e do classic metal. A banda só teve duas apresentações com quatro membros, pois logo Jeff Lewis deixou a banda.
Em 2004 foi lançado o álbum “Brain Cleaner”, agora com o antigo baterista da banda Cybergrind, Michael Forsberg, no lugar de Adam. Esse foi o lançamento mais pesado da banda em dez anos, e um rápido thrash dominou o álbum com influências do groove e do death metal. Em 2005 Mike Forsberg deixou a banda e foi substituído por Damien Percy. Esse ano foi de muito trabalho para a banda na produção do novíssimo álbum Erasing The Goblin. No segundo semestre de 2007 será lançado o mais novo álbum da banda, denominado "Live Humanitarian", disco este, ao vivo, juntamente com o DVD de mesmo nome também ao vivo.
Em 2001, em turnê pela América, o Mortification se apresentou nas cidades de São Paulo, Curitiba e Goiânia, marcados pela grande presença do público cético.

## Membros

### Formação atual
- Steve Rowe - vocal e baixo (1990-Atual) Membro Fundador
- Lincoln Bowen - guitarra (1996-2001, 2011-Atual)
- Andrew Esnouf - bateria (2011-Atual)

### Ex-integrantes
- Cameron Hall - guitarra (1990)
- Jayson Sherlock - bateria (1990-1993)
- Michael Carlisle - guitarra (1991–1994)
- Phil Gibson - bateria (1994)
- George Ochoa - guitarra (1994–1996)
- Keith Bannister - bateria (1996-1999)
- Adam Zaffarese - bateria (2000-2003, 2008-2011)
- Jeff Lewis - guitarra (2002)
- Michael Jelinic – guitarra (2002–2011)
- Mike Forsberg - bateria (2003-2005)
- Damien Percy - bateria (2005-2008)
- Dave Kilgallon - bateria (2008)
- Troy Dixon – guitarra (2011)

## Discografia
| - 1991 - Mortification - 1992 - Scrolls of the Megilloth - 1993 - Post Momentary Affliction - 1994 - Blood World - 1995 - Primitive Rhythm Machine - 1996 - EnVision EvAngelene - 1998 - Triumph of Mercy - 1999 - Hammer of God - 2001 - The Silver Cord Is Severed - 2002 - Relentless - 2004 - Brain Cleaner - 2006 - Erasing the Goblin - 2009 - The Evil Addiction Destroying Machine - 2015 - Realm of the Skelataur - 1990 - Break the Curse (relançado em 2010) | - 2012 - Scribe Of The Pentateuch - 1993 - Live Planetarium - 1996 - Noah Sat Down and Listened to the Mortification Live EP While Having a Coffee - 1996 - Live Without Fear - 2000 - Ten Years Live Not Dead - 2007 - Live Humanitarian - 1995 - The Best of Five Years - 2002 - Ten Years: 1990 - 2000 Power, Pain and Passion - 1996 - Mortification - A Tribute to Steve Rowe and Mortification |

## Projeto Paralelo
- 2010 - Wonrowe Vision

## Videografia
- 1991 - Metal Missionaries (VHS)
- 1993 - Grind Planets (VHS) 55 Minutos
- 1994 - The History Of Mortification (VHS)
- 1994 - Live Planetarium (VHS) 60 Minutos
- 1996 - EnVidion (VHS) 60 Minutos
- 2002 - Conquer The World (DVD) 95 Minutes
- 2005 - Grind Planets Reissue (DVD) 89 Minutes
- 2007 - Live Humanitarian (DVD)

## Livro
- 1996 - Minstrel